# ستايسي كومبتون
ستايسي كومبتون (بالإنجليزية: Stacy Compton)‏ هو سائق سباق أمريكي، ولد في 26 مايو 1967 في هورت في الولايات المتحدة.

## وصلات خارجية
- الموقع الرسمي
- ستايسي كومبتون على موقع Racing-Reference.info (الإنجليزية)